# Дуки-Баселар

Дуки-Баселар на карте штата.

Дуки-Баселар (порт. Duque Bacelar) — муниципалитет в Бразилии, входит в штат Мараньян. Составная часть мезорегиона Восток штата Мараньян. Входит в экономико-статистический микрорегион Куэлью-Нету. Население составляет 10 649 человек на 2010 год. Занимает площадь 317,921 км². Плотность населения — 33,50 чел./км².

## Демография
Согласно сведениям, собранным в ходе переписи 2010 г. Национальным институтом географии и статистики (IBGE), население муниципалитета составляет:
| Полное население                               | Полное население                               | Полное население                               | Полное население                               | 10 649 |
| ---------------------------------------------- | ---------------------------------------------- | ---------------------------------------------- | ---------------------------------------------- | ------ |
| в том числе:                                   | Городское население                            | 5340                                           | Процент городского населения, %                | 50,15  |
|                                                | Сельское население                             | 5309                                           | Процент сельского населения, %                 | 49,85  |
|                                                | Мужское население                              | 5383                                           | Процент мужского населения, %                  | 50,55  |
|                                                | Женское население                              | 5266                                           | Процент женского населения, %                  | 49,45  |
| Плотность населения, чел/км²                   | Плотность населения, чел/км²                   | Плотность населения, чел/км²                   | Плотность населения, чел/км²                   | 33,50  |
| Население муниципалитета в % к населению штата | Население муниципалитета в % к населению штата | Население муниципалитета в % к населению штата | Население муниципалитета в % к населению штата | 0,16   |

По данным оценки 2016 года, население муниципалитета составляет 11 084 жителя.

## Статистика
- Валовой внутренний продукт на 2003 год составляет 11 865 667,00 реалов (данные: Бразильский институт географии и статистики).
- Валовой внутренний продукт на душу населения на 2003 год составляет 1167,54 реалов (данные: Бразильский институт географии и статистики).
- Индекс развития человеческого потенциала на 2000 год составляет 0,540 (данные: Программа развития ООН).